# 老鷹山姆

老鷹山姆

奧運老鷹山姆（Sam the Olympic Eagle），一般簡稱老鷹山姆（Eagle Sam）或山姆（Sam），是1984年洛杉磯奧運會的吉祥物；他是一個擬人化的白頭鷹，白頭鷹是美國的國鳥，也是代表美國最主要的標誌之一，名稱山姆則代表美國的另一象徵山姆大叔。老鷹山姆是由來自迪士尼公司的藝術家鮑勃·摩爾所設計的。
1983年，即奧運會舉行的前一年，大會授權日本動畫公司以吉祥物的形象製作同名日本動畫《老鷹山姆》（イーグルサム），於1983年4月7日至1984年3月29日在TBS播放，共51集。